# Saint-Goin
Pour les articles homonymes, voir Goin.
Saint-Goin (en béarnais Sent-Güenh ou Sén-Goégn) est une commune française située dans le département des Pyrénées-Atlantiques, en région Nouvelle-Aquitaine.
Le gentilé est Saint-Goinar.

## Géographie

### Localisation
La commune de Saint-Goin se trouve dans le département des Pyrénées-Atlantiques, en région Nouvelle-Aquitaine.
Elle se situe à 44 km par la route de Pau, préfecture du département, et à 11 km d'Oloron-Sainte-Marie, sous-préfecture.
Les communes les plus proches sont : 
Geüs-d'Oloron (0,6 km), Géronce (1,2 km), Aren (1,9 km), Préchacq-Josbaig (2,2 km), Saucède (2,8 km), Orin (2,8 km), Poey-d'Oloron (3,1 km), Préchacq-Navarrenx (3,5 km).
Sur le plan historique et culturel, Saint-Goin fait partie de la province du Béarn, qui fut également un État et qui présente une unité historique et culturelle à laquelle s’oppose une diversité frappante de paysages au relief tourmenté.

### Communes limitrophes
Les communes limitrophes sont  Aren, Barcus, Geüs-d'Oloron et Géronce.
|        | Geüs-d'Oloron |      |
| Barcus | Saint-Goin    | Aren |
|        | Géronce       |      |

### Hydrographie

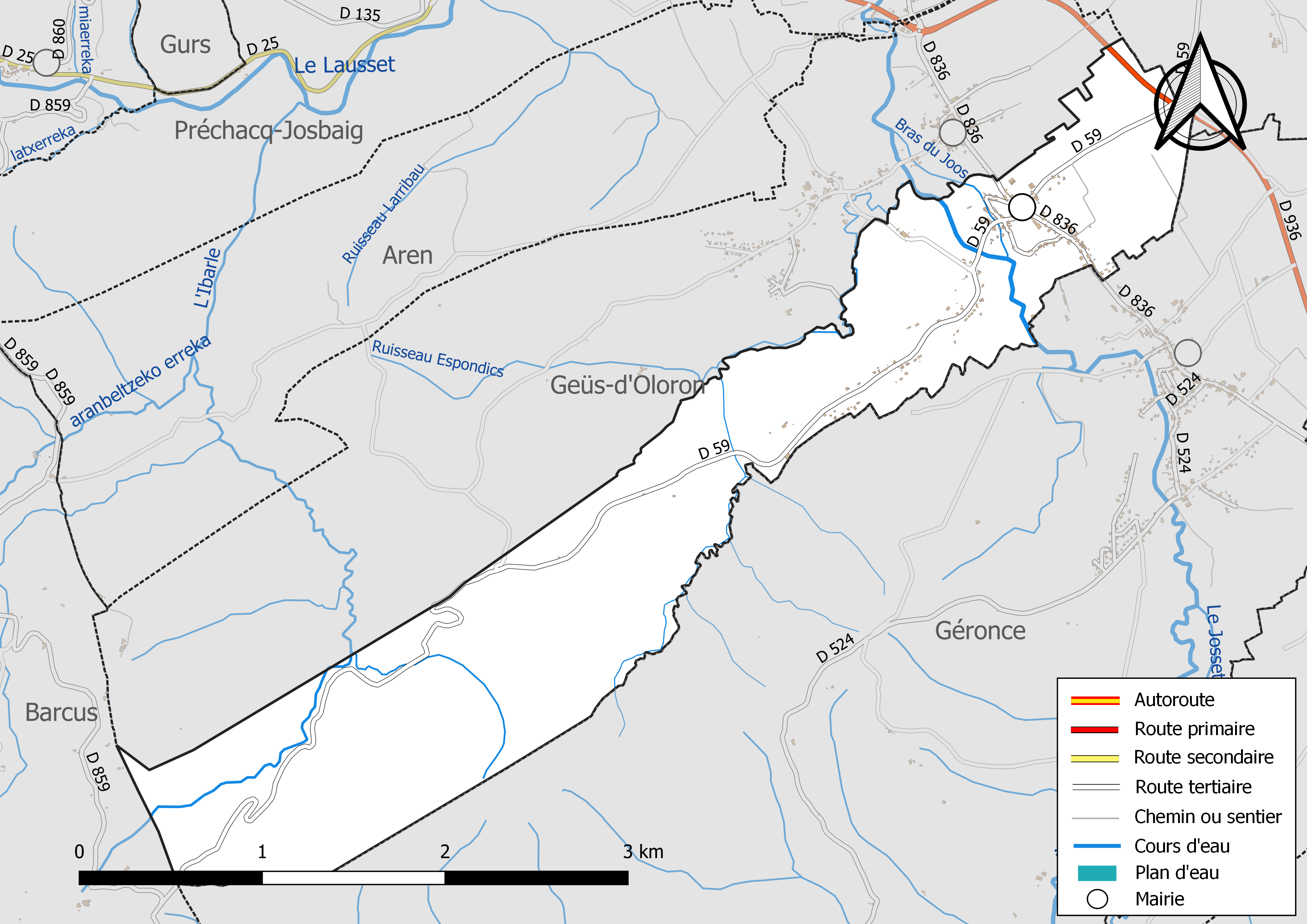
Réseaux hydrographique et routier de Saint-Goin.

La commune est drainée par le Joos, L'Ibarle, un bras du Joos, le ruisseau Espondics, et par divers petits cours d'eau, constituant un réseau hydrographique de 5 km de longueur totale,.
Le Joos, d'une longueur totale de 35,6 km, prend sa source dans la commune de Montory et s'écoule du sud vers le nord. Il traverse la commune et se jette dans le gave d'Oloron à Préchacq-Josbaig, après avoir traversé 11 communes.

### Climat
Pour des articles plus généraux, voir Climat de la Nouvelle-Aquitaine et Climat des Pyrénées-Atlantiques.
Historiquement, la commune est exposée à un climat de montagne.  
En 2020, Météo-France publie une typologie des climats de la France métropolitaine dans laquelle la commune est toujours exposée à un climat de montagne et est dans la région climatique Pyrénées atlantiques, caractérisée par une pluviométrie élevée (>1 200 mm/an) en toutes saisons, des hivers très doux (7,5 °C en plaine) et des vents faibles.
Pour la période 1971-2000, la température annuelle moyenne est de 13,3 °C, avec une amplitude thermique annuelle de 13,8 °C. Le cumul annuel moyen de précipitations est de 1 224 mm, avec 11,6 jours de précipitations en janvier et 8,6 jours en juillet. Pour la période 1991-2020, la température moyenne annuelle observée sur la station météorologique la plus proche, située sur la commune d'Oloron-Sainte-Marie à 10 km à vol d'oiseau, est de 13,1 °C et le cumul annuel moyen de précipitations est de 1 491,4 mm,. Pour l'avenir, les paramètres climatiques de la commune estimés pour 2050 selon différents scénarios d’émission de gaz à effet de serre sont consultables sur un site dédié publié par Météo-France en novembre 2022.

### Milieux naturels et biodiversité

#### Réseau Natura 2000
Le réseau Natura 2000 est un réseau écologique européen de sites naturels d'intérêt écologique élaboré à partir des Directives « Habitats » et « Oiseaux », constitué de zones spéciales de conservation (ZSC) et de zones de protection spéciale (ZPS).
Un site Natura 2000 a été défini sur la commune au titre de la « directive Habitats » : « le gave d'Oloron (cours d'eau) et marais de Labastide-Villefranche », d'une superficie de 2 547 ha, une rivière à saumon et écrevisse à pattes blanches,.

#### Zones naturelles d'intérêt écologique, faunistique et floristique
L’inventaire des zones naturelles d'intérêt écologique, faunistique et floristique (ZNIEFF) a pour objectif de réaliser une couverture des zones les plus intéressantes sur le plan écologique, essentiellement dans la perspective d’améliorer la connaissance du patrimoine naturel national et de fournir aux différents décideurs un outil d’aide à la prise en compte de l’environnement dans l’aménagement du territoire.
Une ZNIEFF de type 2 est recensée sur la commune, : 
le « bassin versant du Lausset et du Joos : bois, landes et zones tourbeuses » (19 519,13 ha), couvrant 23 communes du département.

## Urbanisme

### Typologie
Au 1er janvier 2024, Saint-Goin est catégorisée commune rurale à habitat dispersé, selon la nouvelle grille communale de densité à sept niveaux définie par l'Insee en 2022.
Elle est située hors unité urbaine. Par ailleurs la commune fait partie de l'aire d'attraction d'Oloron-Sainte-Marie, dont elle est une commune de la couronne,. Cette aire, qui regroupe 44 communes, est catégorisée dans les aires de moins de 50 000 habitants,.

### Occupation des sols

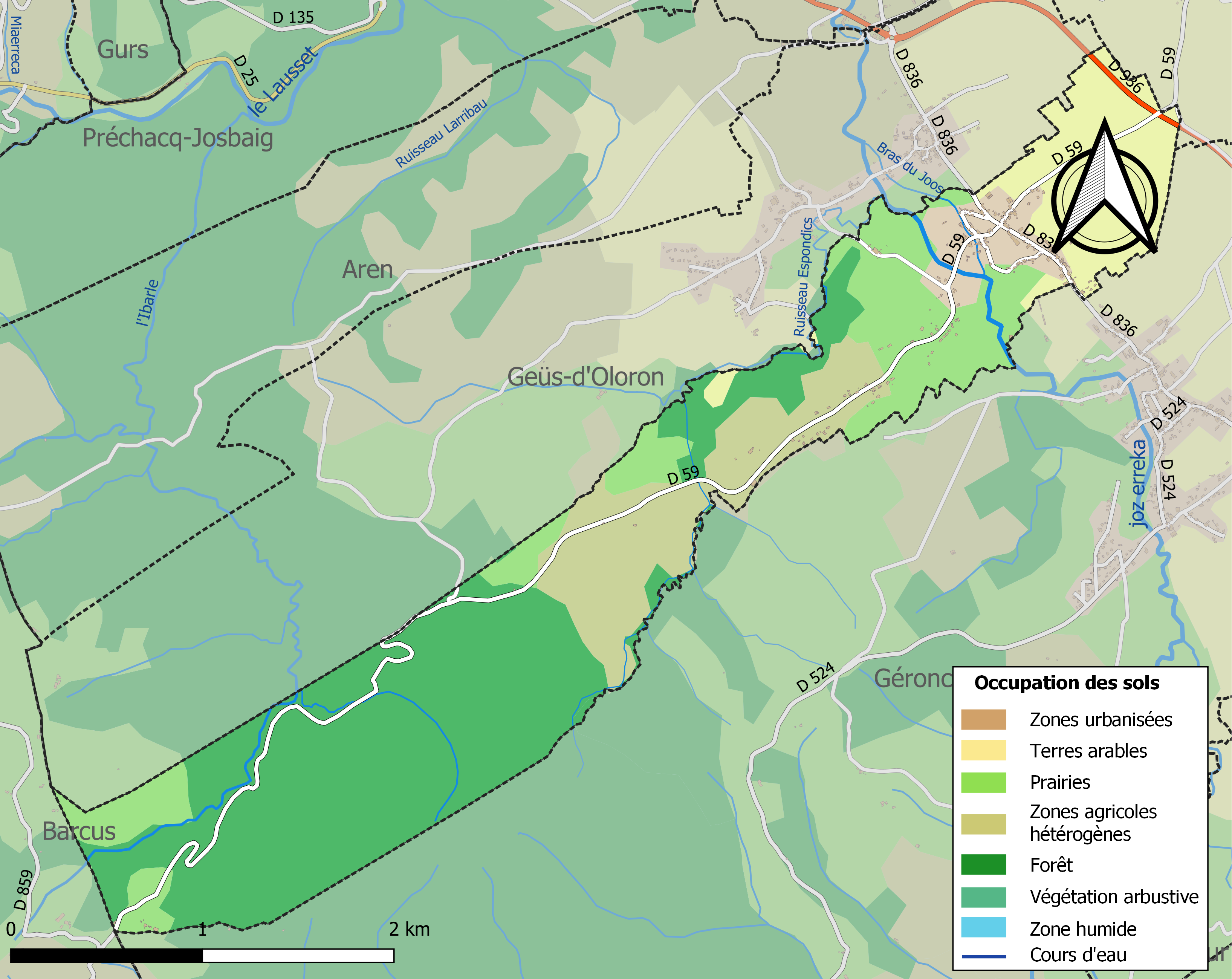
Carte des infrastructures et de l'occupation des sols de la commune en 2018 (CLC).

L'occupation des sols de la commune, telle qu'elle ressort de la base de données européenne d’occupation biophysique des sols Corine Land Cover (CLC), est marquée par l'importance des forêts et milieux semi-naturels (47,8 % en 2018), une proportion identique à celle de 1990 (47,8 %). La répartition détaillée en 2018 est la suivante : 
forêts (47,8 %), prairies (18,8 %), zones agricoles hétérogènes (15,6 %), terres arables (12,9 %), zones urbanisées (5 %). L'évolution de l’occupation des sols de la commune et de ses infrastructures peut être observée sur les différentes représentations cartographiques du territoire : la carte de Cassini (XVIIIe siècle), la carte d'état-major (1820-1866) et les cartes ou photos aériennes de l'IGN pour la période actuelle (1950 à aujourd'hui).

### Lieux-dits et hameaux
- Aignan ;
- le Bois ;
- Village.

### Risques majeurs
Le territoire de la commune de Saint-Goin est vulnérable à différents aléas naturels : météorologiques (tempête, orage, neige, grand froid, canicule ou sécheresse), inondations et séisme (sismicité moyenne). Un site publié par le BRGM permet d'évaluer simplement et rapidement les risques d'un bien localisé soit par son adresse soit par le numéro de sa parcelle.
Certaines parties du territoire communal sont susceptibles d’être affectées par le risque d’inondation par une crue torrentielle ou à montée rapide de cours d'eau, notamment le Joz erreka. La commune a été reconnue en état de catastrophe naturelle au titre des dommages causés par les inondations et coulées de boue survenues en 1982, 2009 et 2021,.

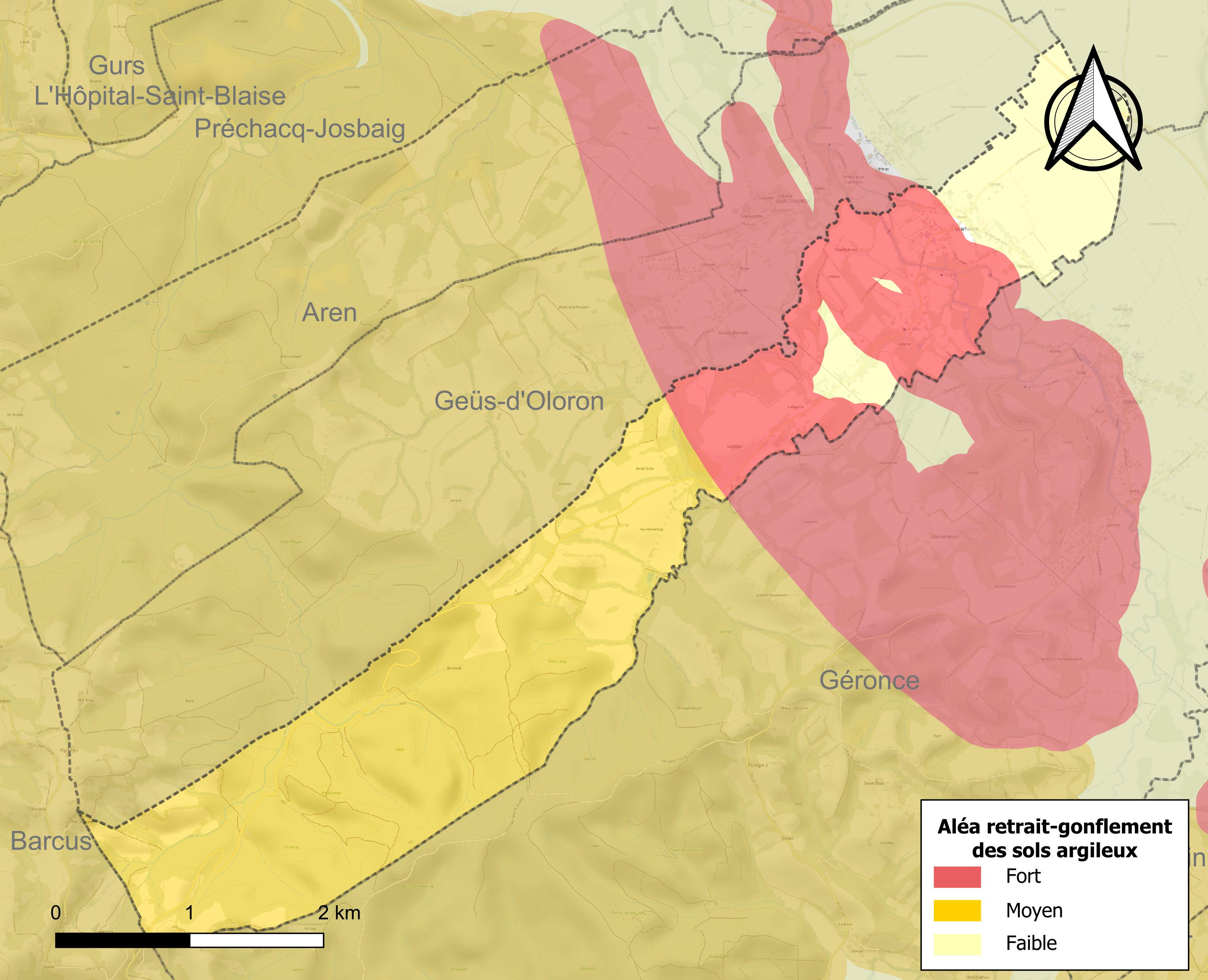
Carte des zones d'aléa retrait-gonflement des sols argileux de Saint-Goin.

Le retrait-gonflement des sols argileux est susceptible d'engendrer des dommages importants aux bâtiments en cas d’alternance de périodes de sécheresse et de pluie. 83,6 % de la superficie communale est en aléa moyen ou fort (59 % au niveau départemental et 48,5 % au niveau national). Depuis le 1er octobre 2020, en application de la loi ELAN, différentes contraintes s'imposent aux vendeurs, maîtres d'ouvrages ou constructeurs de biens situés dans une zone classée en aléa moyen ou fort,.

## Toponymie
Le toponyme Saint-Goin apparaît sous les formes Sent-Goenh (1402, censier de Béarn), Sengoenh, Sangoenh et Sanct-Guoenh (respectivement 1536, 1538 et 1546, réformation de Béarn) et Sent-Jayme de Sent-Goenh (1608, insinuations du diocèse d'Oloron).
Son nom béarnais est Sent-Güenh ou Sén-Goégn.
Aignan, ancien fief de Saint-Goin, dépendant du bailliage d'Oloron et de la vicomté de Béarn, est mentionné sous la forme Anhanh de Sen-Goenh (1385, censier de Béarn).

## Histoire
Paul Raymond note qu'en 1385 Geüs et Saint-Goin formaient une seule paroisse qui dépendait du bailliage d'Oloron et comptait vingt-neuf feux.

## Politique et administration
| Période                                  | Période | Identité      | Étiquette | Qualité |
| ---------------------------------------- | ------- | ------------- | --------- | ------- |
| 1995                                     | 2001    | Jean Marestin |           |         |
| 2001                                     | 2008    | Jean Marestin |           |         |
| 2008                                     | 2014    | Jean Marestin |           |         |
| Les données manquantes sont à compléter. |         |               |           |         |

### Intercommunalité
La commune fait partie de quatre structures intercommunales :
- la communauté de communes du Haut Béarn ;
- le syndicat AEP du Vert ;
- le syndicat d'énergie des Pyrénées-Atlantiques ;
- le syndicat mixte forestier des chênaies des vallées basques et béarnaises.

La commune accueille le siège de la communauté de communes de Josbaig.

## Population et société

### Démographie
L'évolution du nombre d'habitants est connue à travers les recensements de la population effectués dans la commune depuis 1793. Pour les communes de moins de 10 000 habitants, une enquête de recensement portant sur toute la population est réalisée tous les cinq ans, les populations de référence des années intermédiaires étant quant à elles estimées par interpolation ou extrapolation. Pour la commune, le premier recensement exhaustif entrant dans le cadre du nouveau dispositif a été réalisé en 2008.

En 2022, la commune comptait 224 habitants, en évolution de +0,45 % par rapport à 2016 (Pyrénées-Atlantiques : +3,78 %, France hors Mayotte : +2,11 %).
| 1793 | 1800 | 1806 | 1821 | 1831 | 1836 | 1841 | 1846 | 1851 |
| ---- | ---- | ---- | ---- | ---- | ---- | ---- | ---- | ---- |
| 348  | 283  | 337  | 354  | 368  | 355  | 383  | 391  | 342  |

| 1856 | 1861 | 1866 | 1872 | 1876 | 1881 | 1886 | 1891 | 1896 |
| ---- | ---- | ---- | ---- | ---- | ---- | ---- | ---- | ---- |
| 338  | 323  | 303  | 263  | 287  | 265  | 266  | 266  | 253  |

| 1901 | 1906 | 1911 | 1921 | 1926 | 1931 | 1936 | 1946 | 1954 |
| ---- | ---- | ---- | ---- | ---- | ---- | ---- | ---- | ---- |
| 260  | 279  | 268  | 234  | 226  | 202  | 184  | 198  | 164  |

| 1962 | 1968 | 1975 | 1982 | 1990 | 1999 | 2006 | 2008 | 2013 |
| ---- | ---- | ---- | ---- | ---- | ---- | ---- | ---- | ---- |
| 190  | 200  | 164  | 173  | 182  | 188  | 214  | 222  | 221  |

| 2018 | 2022 | - | - | - | - | - | - | - |
| ---- | ---- | - | - | - | - | - | - | - |
| 237  | 224  | - | - | - | - | - | - | - |

La commune fait partie de l'aire d'attraction d'Oloron-Sainte-Marie.

## Économie
L'activité est principalement agricole (élevage, pâturages, polyculture). La commune fait partie de la zone d'appellation de l'ossau-iraty.

## Culture locale et patrimoine

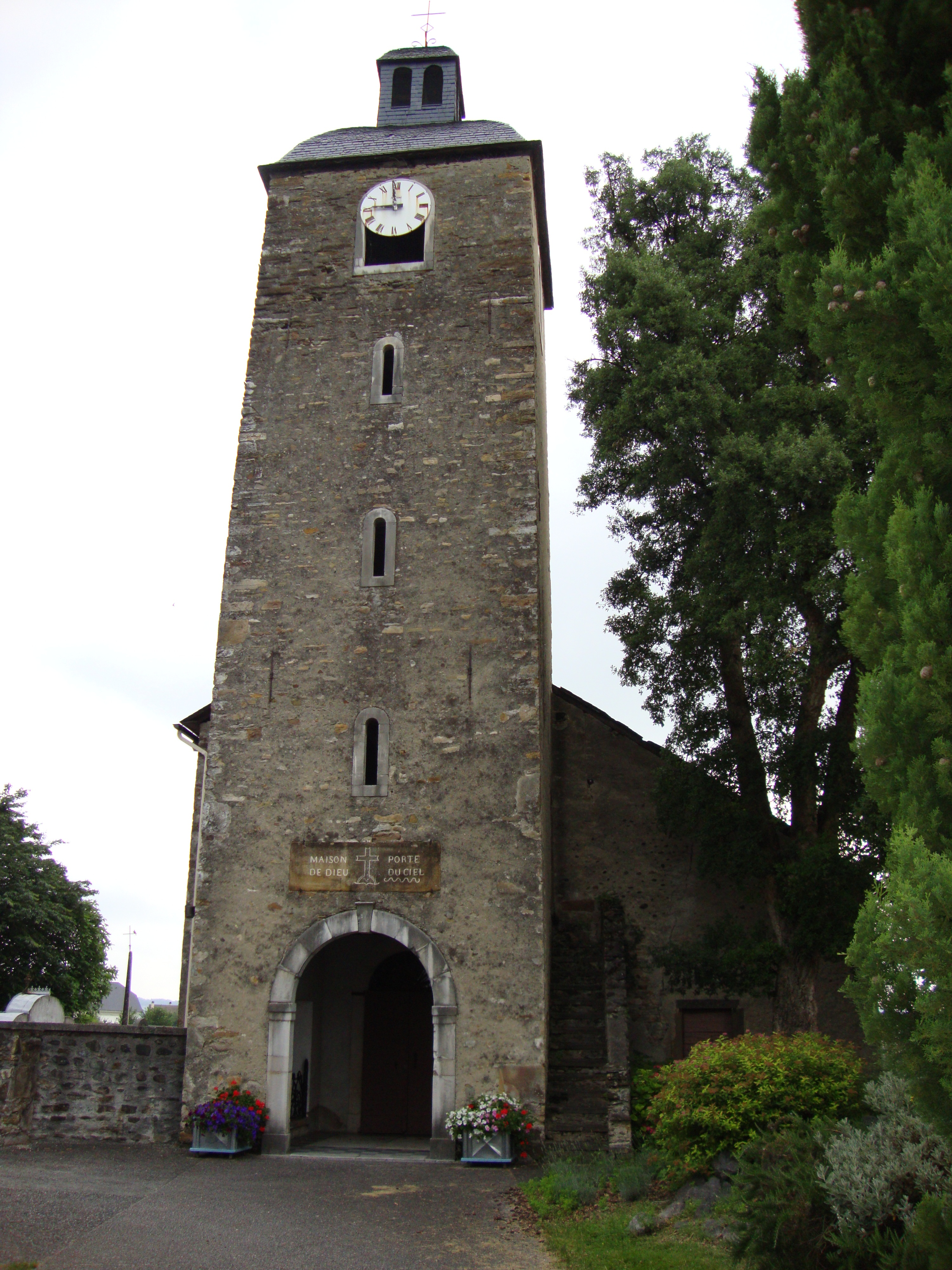
Tour de l'église.

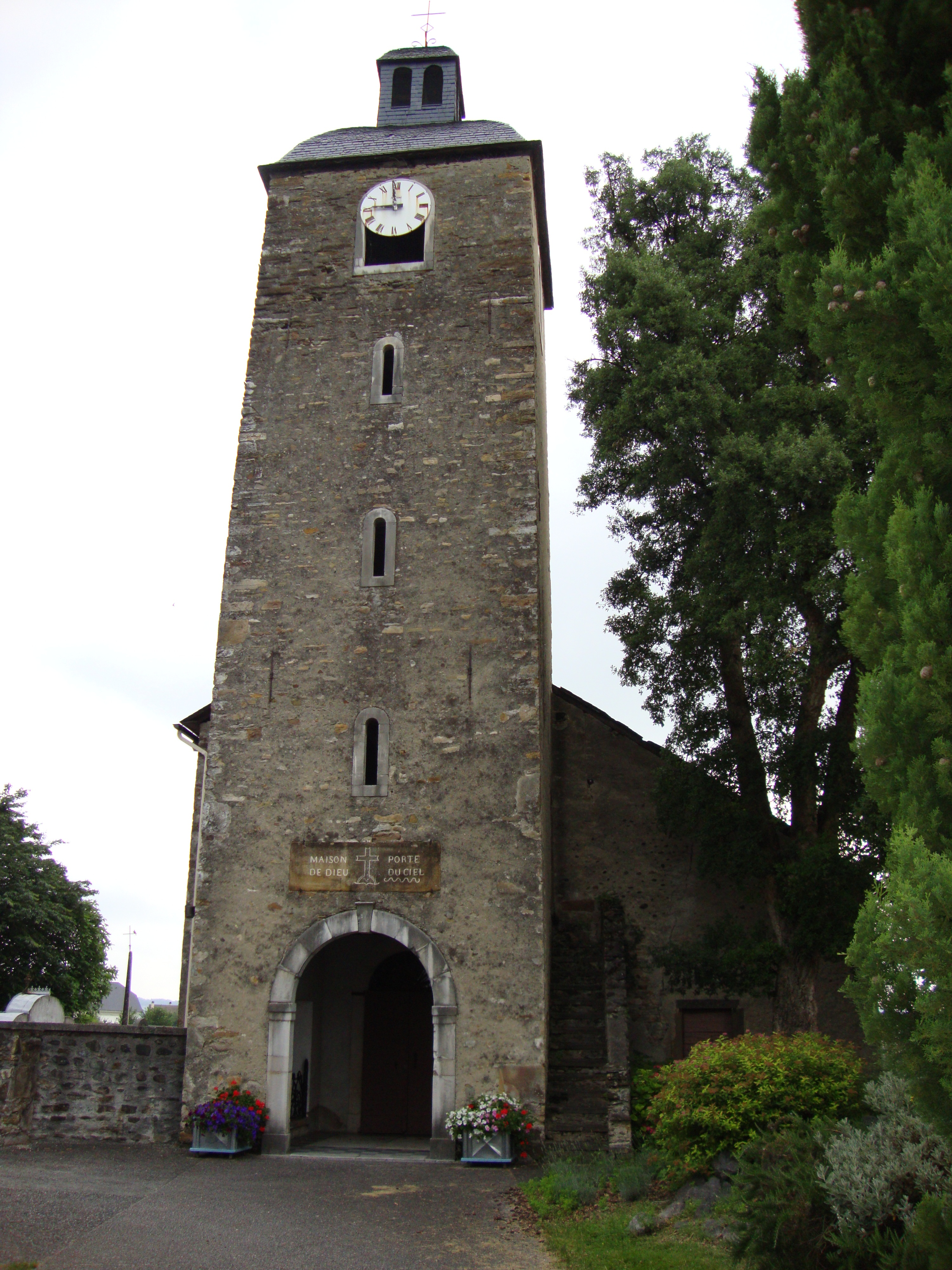
Tour de l'église.
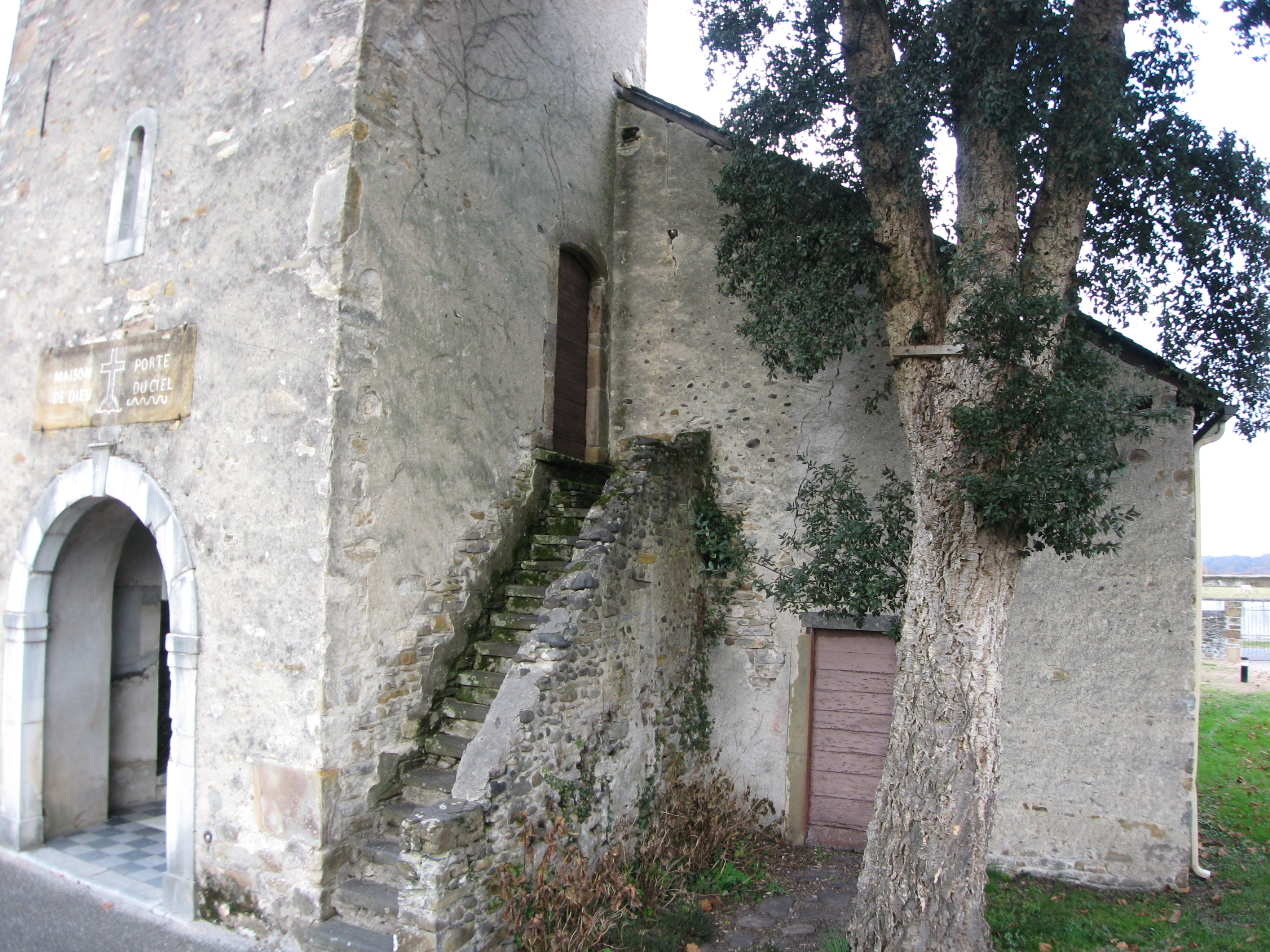
Escalier extérieur de l'église.

### Patrimoine civil
Intégré au village de Saint-Goin, le château de Mesplès s’élève au bout de l’actuelle rue du canal. Cette rue était à l’origine la rue centrale du village, montant vers le château et l’église. L’avenue Saint-Jacques fut créée plus tardivement, coupant en deux les terres nobles entourant le château.
L’église actuelle du village fut construite sur les terres du châtelain en 1844. Avant cette date, l’ancienne église était accolée aux communs du château qui avait la particularité d’être à la fois abbaye laïque (Abbadie) et maison noble (Domecq). Sans doute de l’époque romane dont les fondations retrouvées mesurent 1,80 m d'épaisseur et de dimension identique aux églises de Géronce et d’Orin mais trop délabrée, elle fut démontée pierre par pierre par les habitants du lieu, afin de construire celle que l’on connaît de nos jours. On retrouve dans l’église actuelle des éléments de décorations de l’ancienne église (retable, lustre, huile sur toile — Saint Dominique recevant le Rosaire).
Le château était connu dès le Moyen Âge sous le nom de « Maison Noble d’Anhanh », propriété de la famille d’Aignan, dont on trouve la trace dès le début du XIIe siècle dans le cartulaire de Lucq. Témoignage de l'importance de cette famille, Gaston Fébus y séjourna en 1343 au cours de sa tournée d'hommage. Les Aignan la possèdent jusqu’à la fin XVe siècle, puis elle passe à la famille de Fréchou au XVIe siècle, puis la famille de Barber au XVIIe siècle. On retrouve à l’intérieur des bâtiments, des vestiges de cette ancienne maison noble qui devait ressembler dans ses grandes lignes, aux abbayes laïques voisines de Legugnon et d’Orin. Ces vestiges témoignent de l'importance de ce château et du haut rang aristocratique qu'occupaient les seigneurs de Saint-Goin. Elle fut acquise par César de Mesplès le 2 avril 1646. La famille des Mesples-Esquiule, branche cadette des Mesplès-Aren, se distingua par des faits d’armes aux côtés d’Henri IV, dans sa reconquête du royaume de France en Provence. Successivement gouverneur de Berre puis de Saint-Tropez, Anchot de Mesplès se fit notamment remarquer lors du siège et de la bataille de Vinon. En reconnaissance de ses services, son fils, César de Mesples reçut le titre de baron de Louis XIII, en 1633.
Le bâtiment fut totalement repris de 1715 à 1717 par Jean-Anchot de Mesplès, pour son mariage avec Madeleine d’Arros ; Jean-Anchot de Mesples reçut en donation la seigneurie de Saint-Goin de son père Jean-César de Mesplès en date du 9 avril 1717 ; en sa qualité de Seigneur de Saint-Goin, Anchot de Mesplès fut admis au parlement de Navarre, devant lequel il prêta serment le 16 avril 1717 et il se maria avec Magdelaine d'Arros le 10 juillet 1717.
Il obtint par lettre patente du roi Louis XV d'avril 1732 et enregistrée le 20 août 1732 que l’ensemble de ses seigneuries soient élevées et érigées en titre prééminence et dignité de marquisat, sous la dénomination de « Marquisat de Mesplez ».
À la fin de l’Ancien Régime, le marquis de Mesplès s’était hissé parmi les plus hauts dignitaires de l’aristocratie régionale.
Président à mortier au parlement de Navarre, il possédait aussi des biens et des charges en Provence, et la famille de Mesplès s’était alliée aux plus grandes familles aristocratiques (d’Arros, de Lons, Roux de Gaubert, de Verthamont). Ils étaient à la tête d’une fortune considérable lorsque la Révolution les enferma comme « suspects » à la prison de Condom, dans le Gers ; ils échappèrent de peu à l’échafaud et finirent leur vie en Béarn.
La construction de Jean-Anchot de Mesplès est intéressante par son architecture classique dans les traditions béarnaises, mais surtout dans l’esprit du XVIIIe siècle naissant, caractéristique du « style Régence ». Elle marque une rupture avec les bâtiments antérieurs, et innove dans l’esprit et dans les formes. De nombreux exemples de châteaux similaires mais plus accomplis (et postérieurs) existent en Béarn. Mais il faut considérer qu’on introduit ici un nouvel art de vivre, importé par ses concepteurs qui ont voyagé et intégré les nouvelles modes. Il est néanmoins semblable pour l’essentiel au château de Viven, construit quarante ans plus tard par Jean-César de Mesplès (fils ainé de Jean Anchot), lorsqu’il hérita du fief des d’Arros par sa mère.
Un grand corps de logis rectangulaire (34x14m), coiffé d’une toiture massive d’ardoises avec coyaux, développe deux grandes façades au nord-est et au sud-ouest au rythme rigoureux de neuf et sept travées sur deux niveaux. La largeur du corps de logis au nord-ouest était occupée par une façade ouverte à trois travées, aujourd’hui masquée par l’implantation d’un pavillon moderne (1920). La largeur sud-est à une seule travée sur un petit avant-corps, ouvre sur la cour des communs.
D’importants communs s’organisent autour d’une cour fermée qui s’ouvre sur neuf arches à la manière d’un cloitre, et comportent une maison de gardiens. On y accède depuis la façade du château par une porte cochère traversant les écuries. L’ensemble intérieur et extérieur est entièrement aménagé de calades du XVIIIe siècle (galets sur la tranche) bien conservées.
Enfin, un ensemble de murs en galets posés en « branches de fougères » en grande partie du XVIIe siècle clôt l’ensemble de la propriété.
Dans sa fonction de résidence d’été, il était consacré à la réception et au confort de ses habitants, dans le bon goût et l’élégance de l’époque Louis XV.
En effet, les intérieurs conservent de nombreux témoignages de la vie luxueuse de ses concepteurs : grand hall de réception, grand escalier à volée droite et légère, salons en enfilade, appartements organisés en suites (salon, chambre, antichambre et vestiaire), pièces de service séparées… Les décors Régence rajoutent à cette ambiance : plafonds à plus de 4 mètres de hauteur, stucs sur tous les plafonds, lambris à hauteur d’appuis, cheminées en marbre aux trumeaux stuqués de décors végétaux (et colombes à la « Pompadour ») dans toutes les pièces, portes à doubles vantaux élégamment moulurées, volets intérieurs à toutes les fenêtres, parquets ou marbres aux sols, marqueteries dans les planchers représentant la croix de Malte rappelant l'appartenance des marquis de Mesplès à l'ordre de Saint-Louis et des cadets à l'ordre de Saint-Lazare de Jérusalem, peinture sur toile représentant une scène mythologique…
Tout témoigne ici du haut rang de ses propriétaires dans l’aristocratie Béarnaise. Pinon, intendant du roi Louis XIV, dans son rapport classe la famille de Mesplès parmi les dix plus grandes familles aristocratiques du Béarn dès la fin du XVIIe siècle.
Le bâtiment est ouvert en « rez-de-jardin » à une époque où ce concept apparaît tout juste dans la région. Tous les châteaux antérieurs ne comportaient des logements nobles qu’au premier et second niveau. À Saint-Goin, le XVIIIe siècle débutant amenait une autre conception de la vie de château, en lien avec l’extérieur et les jardins. C’est pourquoi les façades sont largement ouvertes par une multitude de grandes fenêtres sans meneaux, dans le but de profiter largement de la nature et pour faire entrer la lumière. Désormais, les jardins font partie intégrante des décors intérieurs. Jardin de production et d’agrément, bien qu’il ne reste plus qu’un premier enclos de murs avec une orangerie attenante ainsi qu’une haie de buis pluricentenaires dessinant un jardin à la Française, on peut aisément imaginer leur raffinement en accord avec l’esprit de l’ensemble.
Tous ces éléments confèrent à la bâtisse l’esprit de « château de famille » agréable à vivre et fonctionnel pour les réceptions ; ces deux critères, furent sans doute déterminants pour Jean-Anchot  et Madeleine, puisqu’ils y firent naitre leurs enfants et y vécurent l’essentiel de leur vie dans les nécessités dues à leur rang, donnant tour à tour, repas de famille et soirées mondaines (la vallée comptait un nombre important de familles aristocratiques qui aimaient à se retrouver à la belle saison).
Le château des marquis de Mesplès reste l’un des rares exemples aussi complet de l’architecture naissante du XVIIIe siècle en Béarn.
Le château fut pourtant délaissé par les générations suivantes, au profit du château de Viven et de l’hôtel particulier de la rue Bayard à Pau, puis de la vie bordelaise.
En 1822, après un long sommeil engendré par la Révolution, le château fut racheté par Jean-Emmanuel Lagarde, riche négociant originaire d’Oloron-Sainte-Marie, ayant fait fortune à Cadix, en Andalousie. La marquise Marie-Angélique de Verthamont née de Mesplès, fille unique et sans descendance, lui vendit l’ensemble de ses biens hérités des marquis de Mesplès : l’hôtel particulier de la rue de l’Hospice à Oloron-Sainte-Marie, le château d’Esquiule, les forêts (plus de 2 000 ha), les terres cultivables d’Ilhasse et Berbielle, les métairies, les moulins sur le Vert et Joos dont un à usage de papeterie (le château de Viven et l’hôtel particulier de Pau étaient semble-t-il, déjà vendus).
Jean-Emmanuel et plus tard sa fille Marie-Anne rendirent tout son lustre au domaine : travaux intérieurs, jardins, plantations d’arbres, une seconde orangerie (le pigeonnier cité dans le censier de 1677 avait déjà disparu), agrandissement des communs, réaménagement du grand portail d’entrée et de l’entrée secondaire, grilles, piliers à boules, etc.
Après leur disparition, le château inhabité fut vite exploité dès la fin du XIXe siècle en hôtel de luxe avec tennis et golf à destination de l'aristocratie anglaise et d'Américains fortunés, attirés par la chasse au chevreuil et la pêche au saumon. La réputation de l’établissement n’était plus à faire, et six chambres furent ajoutées en 1920, avec la construction d’un nouveau pavillon mansardé d’architecture typique des villas anglaise de Pau, occupé par une grande et agréable loggia en rez-de-chaussée. Mais la crise de 1931 sonna la fin progressive de cette activité, et le gérant de l’hôtel, Verschoyle, dut regagner la Grande-Bretagne à l’aube de la Seconde Guerre mondiale.
Pendant la guerre, le château servit de refuge. De 1948 à 1952, sous la direction de Miss Persis Miller, de l'Unitarian Service Commitee (en), il constitua un centre d’accueil pour enfants espagnols victimes de la dictature franquiste, mais la rafle de l'opération Boléro-Paprika, organisée par le gouvernement français le 7 septembre 1950 en vue d'arrêter des militants communistes et anarchistes étrangers, y mit fin. Il accueillit par la suite des colonies de vacances (UFOVAL) et devient, dans les années 1980, un centre de désintoxication (Narconon). Depuis, il est resté inoccupé, fermé et abandonné.

### Patrimoine religieux
L'ancienne église romane, qui était à proximité du château, a été démolie en 1844. La nouvelle église, construite sur un terrain donné par le châtelain Emmanuel Lagarde, a été édifiée en 1844. Elle conserve des éléments de décoration de l'ancienne église.

## Équipements
La commune dispose d'une école maternelle.

## Sports
- Rugby à XV : Union sportive Josbaig rugby 
  - Champion du Béarn Promotion d'Honneur : 1994
  - Champion du Béarn 1re série : 2002
  - Champion du Béarn 2e série : 1963, 2000
  - Champion du Béarn 3ème série : 2011

## Personnalités liées à la commune
La famille de Mesplès, originaire d'Oloron Sainte Marie dont on trouve trace dans le dénombrement de Gaston Fébus en 1385, puis un Anchot de Mesplès est Evêque d'Oloron Sainte Marie en 1500.
Le premier seigneur d'Esquiule, Anchot de Mesplès a combattu auprès d'Henri IV, notamment à la bataille de Vitry puis au siège de Vinon où il se fait remarquer par sa vaillance. Par la suite, il a été nommé gouverneur de Berre et de Saint-Tropez à la fin du 16e siècle. Il passera par la suite de longues périodes auprès d'Henri IV et de la belle Corisande.
Les seigneurs d'Esquiule obtiennent du roi Louis XIII l'érection de leurs terres en Baronnie au début du 17e siècle puis en marquisat en 1732 selon lettre patente du roi Louis XV.
Riches d'immenses propriétés foncières, les marquis de Mesplès arrivent ainsi à se hisser au plus haut niveau de l'Aristocratie Béarnaise, faisant alliance avec les grandes familles de l'aristocratie tels les Lons, de Gaubert, de Verthamon.
Jean César de Mesplès, seigneur d'Esquiule, Ilhasse, Berbielle, Géronce, Saint-Goin, Viven, dernier marquis de Mesplès, aura été président à Mortier au parlement de Navarre. Il possédait également un hôtel particulier à Pau (n°1 rue Bayard) et la baronnie de Viven.
Emprisonné sous la terreur, il a été arrêté en 1793 avec son épouse à Pau avant d'être déporté à Condom ; il est alors considéré comme très riche et farouchement aristocratique.
Libéré en 1794, le marquis de Mesplès récupère son patrimoine et décède à Pau en juillet 1795. Son épouse décède au château de Viven en 1807.
Leur seul enfant, la marquise de Verthamon n'a pas de descendants.